# Ларио, Жан-Франсуа
Жан-Франсуа́ Ларио́ (фр. Jean-François Larios; род. 27 августа 1956, Сиди-Бель-Аббес) — французский футболист, полузащитник.

## Клубная карьера
Родился 27 августа 1956 года в городе Сиди-Бель-Аббес (в то время Французский Алжир). Воспитанник футбольной школы клуба «Сент-Этьен». Профессиональную футбольную карьеру начал в 1974 году в основной команде этого же клуба, проведя там три сезона и приняв участие в 16 матчах чемпионата, после чего провёл один сезон на правах аренды в «Бастии».
В 1978 году вернулся в «Сент-Этьен», отыграв пять сезонов. Большую часть времени, проведённого в составе «Сент-Этьена», был основным игроком команды.
Впоследствии с 1983 по 1984 год играл за рубежом в составе испанского «Атлетико», канадского «Монреаль Мэник» и швейцарского «Ксамакса». В 1984 году вернулся во Францию, играл за «Лион», «Страсбург» и «Ниццу».
Завершил профессиональную игровую карьеру в клубе «Монпелье», за который выступал один сезон.

## Карьера за сборную
В 1978 году дебютировал за сборную Франции. На протяжении карьеры в национальной команде, которая длилась 5 лет, провёл в форме главной команды страны 17 матчей, забив 5 мячей.
В составе сборной был участником чемпионата мира 1982 в Испании.

## Достижения

### Сент-Этьен
- Чемпион Франции: 1974/75, 1975/76, 1980/81
- Обладатель Кубка Франции: 1974/75, 1976/77

### Индивидуальные
- Футболист года во Франции: 1980